# Схеперс, Альфонс
Альфонс Схеперс (нидерл. Alfons Schepers; 27 августа 1907, коммуна Линтер, провинция Фламандский Брабант, Бельгия — 1 декабря 1984, коммуна Тинен, провинция Фламандский Брабант, Бельгия) — бельгийский профессиональный шоссейный велогонщик в 1930—1938 годах. Чемпион Бельгии в групповой гонке (1931). Трёхкратный победитель классической однодневной велогонки Льеж — Бастонь — Льеж (1929, 1931, 1935). Победитель однодневных велогонок: Тур Фландрии (1933), Тур Лимбурга (1937). Первый победитель многодневной велогонки Париж — Ницца (1933).

## Достижения
1929
1-й Льеж — Бастонь — Льеж
1931
1-й  Чемпион Бельгии — Групповая гонка
1-й Льеж — Бастонь — Льеж
2-й Чемпионат Бельгии по циклокроссу
7-й Тур Бельгии — Генеральная классификация
7-й Париж — Рубе
1932
1-й Париж — Бельфор
1-й Circuit du Morbihan
3-й Бордо — Париж
4-й Париж — Брюссель
5-й Париж — Рубе
1933
1-й Тур Фландрии
1-й Париж — Ницца — Генеральная классификация
1-й — Этап 3
1-й — Этап 3 Тур де Франс
1-й — Этап 2 Париж — Сент-Этьен
2-й Париж — Рен
5-й Чемпионат мира — Групповая гонка (проф.)
1934
1-й Париж — Рен
1-й — Этап 3 Париж — Ницца
2-й Тур Фландрии
2-й Париж — Бельфор
6-й Париж — Рубе
7-й Париж — Брюссель
1935
1-й Льеж — Бастонь — Льеж
6-й Париж — Тур
1936
7-й Вуэльта Испании — Генеральная классификация
1-й — Этапы 11, 12 и 17
1937
1-й Тур Лимбурга
5-й Тур Фландрии

## Статистика выступлений

### Гранд-туры
| Гранд-тур                 | 1931 | 1932 | 1933 | 1934 | 1935 | 1936 | 1937 |
| ------------------------- | ---- | ---- | ---- | ---- | ---- | ---- | ---- |
| Джиро д’Италия            | —    | —    | —    | —    | —    | —    | НФ   |
| Тур де Франс              | 18   | НФ   | 18   | НФ   | —    | —    | —    |
| (c 2010 ) Вуэльта Испании | НП   | НП   | НП   | НП   | —    | 7    | НП   |

| —  | Не участвовал               |
| НП | Соревнование не проводилось |
| НФ | Не финишировал              |